# نووه میاستو (شهرستان پوونگسک)
نووه میاستو (شهرستان پوونگسک) (به لاتین: Nowe Miasto) یک روستا در لهستان است که در گمینا نووه میاستو واقع شده‌است.
 نووه میاستو  ۲٬۰۰۰ نفر جمعیت دارد.